# Херши (Пенсилванија)
Херши (енгл. Hershey) насељено је место без административног статуса у америчкој савезној држави Пенсилванија.

## Демографија
По попису из 2010. године број становника је 14.257, што је 1.486 (11,6%) становника више него 2000. године.
| Група             | 2000.          | 2010.          |
| Белци             | 11.512 (90,1%) | 11.615 (81,5%) |
| Афроамериканци    | 271 (2,1%)     | 891 (6,2%)     |
| Азијати           | 622 (4,9%)     | 947 (6,6%)     |
| Хиспаноамериканци | 198 (1,6%)     | 485 (3,4%)     |
| Укупно            | 12.771         | 14.257         |